# Maju Lozano
María Eugenia Lozano (Paraná, 20 de febrero de 1972), más conocida como Maju Lozano, es una actriz y conductora de radio y televisión argentina.

## Biografía
Maju Lozano nació el 20 de febrero de 1972 en la ciudad de Paraná, en la provincia de Entre Ríos. 
Comenzó a tomar clases de teatro a muy temprana edad en la Alianza Francesa de Paraná y formó parte por siete años del grupo teatral Jotage.

## Carrera
En 1993 consiguió su primer trabajo en la televisión argentina, tras realizar un casting y quedar seleccionada para el programa Poliladron, de Gastón Portal, emitido por ATC, que tuvo poca difusión. (No confundir con el exitoso policial paródico, producido por Pol-Ka  y emitido por Canal 13). Desde ese momento se queda a vivir en Buenos Aires, donde trabaja como secretaria, camarera, maestra jardinera y cuidadora de ancianos.
Estudió actuación con Roxana Randón, Raúl Serrano y Julio Chávez, quien le marca su camino hacia la comedia.
En 2000, trabajando como recepcionista de GP Producciones (Gastón Portal Producciones) conoce a Mex Urtizberea, quien la nombra guionista en el programa Medios Locos, emitido por Canal 7 y conducido por Adolfo Castelo. Maju escribía las canciones con las que Urtizberea cerraba el programa.
En 2003 conoció a Gonzalo Bonadeo, quien la llevó a trabajar a su productora. Lozano empezó a desempeñarse como productora en La bestia pop, programa radial que Bonadeo conducía por La Metro. En ese programa surge Casquito Flojo, un personaje creado por Maju, que se mantuvo en el aire durante 2 años y al que definían por ser una chica de voz ingenua, pero muy dispuesta a hablar de todo en materia de sexo. El nombre nació de una oyente indignada con las cosas que decía, que se comunicó con el programa y le dijo algo así.

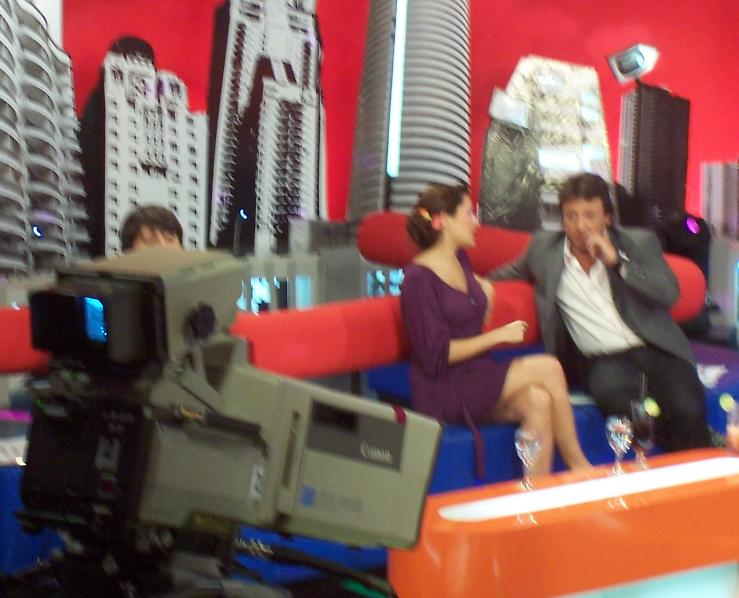
Maju Lozano junto a Claudio Pérez en RSM por América TV.

En la radio, también participó en El Parkímetro, junto a Fernando Peña; Pannic Attack, junto a Mex Urtizberea y Mariana Fabbiani; El Día que me Pierdas, un ciclo creado y conducido por ella misma; y Un Tiro en la Noche, programa nocturno de las madrugadas de FM Ciudad.
En 2005 volvió a hacer televisión, conduciendo junto a Santiago del Moro Clase X, un programa de juegos telefónicos emitido por América TV. Este programa le abrió las puertas para participar como panelista en El Resumen de los Medios (RSM), trasmitido por la misma emisora.
En 2006 condujo el programa Adelantadas en el mundial, emitido por las señales Fox y Fox Life, donde se analizaba el Mundial de Fútbol desde una perspectiva femenina. Ese mismo año también interpreta el personaje de "Betty", en la telenovela Juanita, la soltera, producido por Pol-ka y emitido por Canal 13. También condujo junto a Luis Rubio el programa Ran 15, por América TV. En radio, acompaña a Elizabeth Vernaci y Humberto Tortonese en Tarde Negra, por FM Rock & Pop. 
En 2007 se convirtió en conductora en Lalo por hecho, junto a Lalo Mir por la La 100 (FM 99.9). En abril de ese año fue nominada a los Premios Martín Fierro en el rubro "revelación".
Desde 2008 participa como columnista habitual en la revista Viva.
En 2010 condujo junto a Matías Martin el programa periodístico Vértigo.
En 2011 Lozano debutó en el cine, siendo parte del elenco de la película Güelcom, una comedia romántica dirigida por Yago Blanco. En la misma, actúan junto a Peto Menahem, Eugenia Tobal y Mariano Martínez.
En 2012 condujo el programa Medios Locos en América 2.
A mediados de 2013, después de haberse hecho pública su separación a principios de ese mismo año, participa en una obra teatral de stand up llamada Rococó junto a otros comediantes como Diego Reinhold, Malena Guinzburg y la actriz María Carámbula, entre otros. En el monólogo que presenta en la obra, ella habla de lo difícil que es separarse teniendo un hijo bebé, de lo complicado que es poder volver a estar en pareja y de la opinión y los consejos de los amigos en cuanto a la separación.
En 2014, tras haber estado un año lejos de la televisión, vuelve a la actuación protagonizando el tercer capítulo, titulado Navidad, del unitario La celebración. En el capítulo interpreta a Luna, una asistente social de más de treinta años, simpática, tierna e inocente con buen humor, que hace mucho tiempo que está soltera, razón por la cual no se siente bien así y está decidida a cambiar su situación. 
Ese mismo año hace algunas apariciones como panelista en el programa Pura Química.
También fue un personaje recurrente en Viudas e hijos del Rock & Roll interpretando a Mariana Fasano, una locutora desprejuiciada, con una personalidad avasallante y actitud masculina, que lleva el rock a su estilo de vida. Tiene problemas para relacionarse con las mujeres y por esa razón no tiene amigas, prefiere estar siempre cerca de los hombres. Roby (Lalo Mir) ve en ella una actitud muy particular, y la convierte en la primera mujer en trabajar frente al micrófono en su emisora de radio y en su compañera de trabajo. Rápida, inteligente y astuta, comparte el programa con él por años. Ella se siente una buena segunda persona en la radio, casi descreyendo de su capacidad para llevar adelante su propio programa de radio. Todo el movimiento que se produce tras la muerte de Roby, la enfrenta a este desafío de poder ocupar el lugar que él deja. Un desafío al que Pedro (Darío Barassi), quien se encarga de las noticias del espectáculo en la radio, la apoyará en todo. Pedro no solo es su amigo y confesor, sino que es quien le ayuda y acompaña a buscar su nuevo lugar en la radio.
Mariana tiene problemas para formar pareja porque los hombres que le gustan son aquellos que eligen siempre el camino más complicado, o los que están enamorados de otra mujer, como Diego (Damián de Santo).
Después de un año de estar en pareja con el productor Julián Varde, el 6 de agosto de 2011 nació su primer hijo, Joaquín. En 2013 se separa de Varde. A mediados de ese mismo año empieza a hacer una obra teatral de stand up, en donde cuenta en un monólogo la difícil situación que vivió durante su separación.

## Televisión
| Año       | Programa                       | Canal                | Rol                                   |
| --------- | ------------------------------ | -------------------- | ------------------------------------- |
| 1993      | Poliladron                     | ATC                  | Staff                                 |
| 2000      | Medios Locos                   | Canal 7              | Guionista                             |
| 2005-2006 | Clase X                        | América TV           | Conductora                            |
| 2005-2008 | RSM, el resumen de los medios  | América TV           | Panelista                             |
| 2006      | Adelantadas                    | Fox Life             | Conductora                            |
| 2006      | Juanita, la soltera            | Canal 13             | Betty                                 |
| 2006-2008 | Ran 15                         | América TV           | Conductora                            |
| 2010      | Vértigo                        | Telefe               | Conductora                            |
| 2012      | Medios Locos                   | TV Pública Argentina | Conductora                            |
| 2014      | La celebración                 | Telefe               | Luna - Capítulo 4: Navidad            |
| 2014      | Pura Química                   | ESPN                 | Apariciones especiales como panelista |
| 2014      | Viudas e hijos del Rock & Roll | Telefe               | Mariana Fasano                        |
| 2015      | Conflictos modernos            | Canal 9              | Silvia - Capítulo 2: Jueza de paz     |
| 2016      | Pura Química                   | ESPN                 | Coconductora                          |
| 2017-2023 | Todas las tardes               | elnueve              | Conductora                            |
| 2020      | Unidos por Argentina           | elnueve              | Presentadora                          |
| 2022      | Sumate x Corrientes            | elnueve              | Presentadora                          |
| 2024-2025 | Cocineros argentinos           | América TV           | Presentadora                          |
| 2025      | Cuestión de peso               | El Trece             | Conductora de reemplazo               |

## Radio
| Año           | Programa              | Radio          |
| ------------- | --------------------- | -------------- |
| 2000          | Panic attack          | Nacional Rock  |
| 2002          | El día que me pierdas | Radio Nacional |
| 2003          | Un tiro en la noche   | Radio La Red   |
| 2003-2005     | La Bestia pop         | Metro 95.1     |
| 2004          | El Parkímetro         | Metro 95.1     |
| 2006          | Tarde Negra           | Rock & Pop     |
| 2007-2016     | Lalo Por Hecho        | La 100         |
| 2016-presente | El Club del Moro      | La 100         |

## Teatro
| Año       | Obra                    |
| --------- | ----------------------- |
| 2013-2014 | Rococó, Mujeres al filo |

## Cine
| Año  | Título  | Personaje | Dirección   |
| ---- | ------- | --------- | ----------- |
| 2011 | Güelcom | Andy      | Yago Blanco |

## Premios
| Año  | Premios              | Categoría                        | Programa                         | Resultado |
| ---- | -------------------- | -------------------------------- | -------------------------------- | --------- |
| 2006 | Premio Martín Fierro | Mejor Revelación                 | Ran 15, RSM y Juanita la Soltera | Nominada  |
| 2007 | Premio Martín Fierro | Mejor Labor Humorística Femenina | RSM                              | Nominada  |
| 2008 | Premio Martín Fierro | Mejor Labor Humorística Femenina | RSM                              | Nominada  |
| 2008 | Premio Martín Fierro | Mejor Labor Conducción Femenina  | Ran 15                           | Nominada  |